# 湯島商船
有限会社湯島商船（ゆしましょうせん）は、熊本県上天草市に本社を置く日本の海運会社。上天草市大矢野町の湯島へ旅客船を運航している。

## 概要
上天草市大矢野町の湯島と島外を結ぶ唯一の公共交通機関である。

## 航路
運航中の航路
- 湯島港 - 江樋戸港

所要時間30分。1日5往復。
過去の航路
- 湯島港 - 三角港（宇城市三角町）

所要時間50分。2007年9月30日で運航廃止となった。
- 湯島港 - 須川港（長崎県南島原市西有家町）

## 船舶
- ニュー菊盛
- 昭和丸